# 橘栞里
橘 栞里（たちばな しおり、2001年1月22日 - ）は、日本のタレント、女優。愛称は、しぃちゃん。

## 略歴
- 2010年9月25日、 音楽劇「赤毛のアン」ジェシー役で初舞台を踏んだ。
- 2014年9月21日、アイドルグループ「White Lace」での活動発表[1]。
- 2015年7月16日、太陽のブログ～by オフィスサカイ（アメーバブログ）での初コメント[2]。
- 2016年3月13日、ホワイトレースオフィシャルブログにてアイドルグループ「WhiteLaceZOKU」での活動発表[3]。2016年3月27日に初ライブ[4]を行った。
- 2017年7月、オフィスサカイからaguaへ移籍した。
- 2018年9月24日 歌を通じてローカルアイドルを応援するキャンペーン「すきドルPROJECT 5」にて「WhiteLaceZOKU」がグランプリを受賞し、クボナオキ[5]作詞作曲の「DANCE SURVIVE」[6]歌唱権を獲得した。[7]
- 2021年3月、富岡志織から、橘栞里に改名した[8]。
- 2021年5月9日のライブを以て「WhiteLaceZOKU」が活動休止[9]、7月に解散した。
- 2021年7月11日のソロデビューライブより、2022年9月までソロライブを行った。
- 2022年9月、aguaからレベリズムスタンドへ移籍した。
- 2022年9月26日に5人組グループ「ルクトゥーMe」のメンバーとして活動を開始[10]した。
- 2023年５月28日に「ルクトゥーMe」を卒業。レベリズムスタンドを退所した。

## 出演

### 舞台
- DPI・NGO 国連クラシックライブ協会 音楽劇「赤毛のアン」
  - 2010生命のコンサート 音楽劇「赤毛のアン」（2010年9月25日-26日 東京国際フォーラムホールC）-ジェシー 役[11]
  - 2015生命のコンサート 音楽劇「赤毛のアン」（2015年10月17日 - 18日、東京国際フォーラム ホールC） - 少女 役[12]
  - 2016 音楽劇「赤毛のアン」（2016年10月21日 - 23日、東京国際フォーラム ホールC） - ジェーン 役[13]
- 郡司企画「真夏の夜の夢～LOVE2011」夏組（2011年7月22日 - 23日、ムーブ町屋） - きのこ 役[14]
- アリスインプロジェクト「悪魔inデッドリースクール[15]」（2019年1月16日 - 20日、コフレリオ新宿シアター） - 笹原灯里 役[16]
- 劇団ドリームプリンセス「白と黒の忘年会」Bチーム（2019年11月2日 - 17日、新宿・シアターモリエール） - モニカ 役[17]
- RAVE☆塾「Peace of Clan〜七星のシンフォニア〜[18]」Bチーム（2020年10月16日 - 25日、築地本願寺ブディストホール） - 庄司杏奈 役[19]
- ものづくり計画『MONO-LIVE（短編オムニバス公演）』（2021年1月14日 - 17日、中野・劇場MOMO）
  - 「星の光」 - 五月 役[20]
  - 「春の詩」 - 大西文香 役
- RAVE☆塾「QUEEN DOM〜文化女子の戦におけるかくも腹黒き百花繚乱戦国絵巻〜[21]」Aチーム（2021年6月25日 - 27日、築地本願寺ブディストホール） - 島野杏 役[22]
- RAVE☆塾「璃色リベリオン〜反逆の乙女達が奏でる策謀と裏切りのハーモニー〜[23]」延期版Aチーム（2022年1月27日 - 30日、中野ザ･ポケット） - 山野美羽 役[24]
- RAVE☆塾「かえってきたQUEEN DOM[25]」Aチーム（2022年6月2日 - 5日、CBGKシブゲキ!!） - 島野杏 役[26]
- RAVE☆塾「Wteen〜罵詈雑言の剣ヶ峰!背水JKに与えられた指令は問答無用のサプライズ〜[27]」Bチーム（2022年8月25日 – 28日、CBGKシブゲキ!!） - 青山咲良 役[28]

### 映画
- 「咲かない蕾」 （2022年2月19日　株式会社OfficeS）- しおり 役[29]
- 短編映画「サマークエスト」（2022年10月29日　株式会社OfficeS）- メガネ 役[30]

### 配信
- RAVE☆塾「璃色リベリオン」（2021年9月16日 - 19日、zaiko） - 山野美羽 役[31]

### テレビ
- WOWOW「夢を与える」（2015年5月 - 6月）[32]
- NHK「ファミリーヒストリー」

### YouTube
- 全世界ひかるっぴーす計画「3姉妹イレブン[33]」（2020年8月 - 2021年2月） - 藤代愛利 役

## ユニット
- 「WhiteLaceZOKU」（ホワイトレースゾク）[34] - 富岡志織、着崎花梨、琴子の3名によるユニット。2016年に結成された前身グループ「WhiteLace」の体制変更に伴って、2017年5月に改名。2021年5月に活動休止、同年7月に解散した。
- 橘栞里名義でソロアイドルとしてのライブ活動を2021年7月11日 より開始。WhiteLaceZOKUより「カラオケまねきねこ専属アーティスト」[35] および関連楽曲を引き継ぐ。 2022年9月10日に活動を終了した。
- 「ルクトゥーMe」2022年9月29日より、川口ひな、緋月聖佳、神﨑莉那、橘栞里、日名瀬絢菜の5名ユニットのメンバーとして活動開始[10]し、2022年10月22日にデビューライブ[36]を行った。2023年5月28日のライブをもって川口ひなと共にグループを卒業した。